# Histoire philatélique et postale d'Abou Dabi
 (mars 2020).

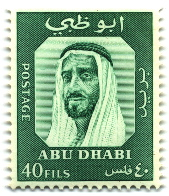
Shaikh Zayed, 1967.

Faisant maintenant partie des Émirats arabes unis, Abou Dabi était autrefois le plus grand des sept cheikhs qui constituaient les États Truciaux sur la Côte des Pirates de l'Arabie orientale entre l’Oman et le Qatar. Les États de la Trêve dans leur ensemble avaient une superficie d'environ 32 000 milles carrés (83 000 km²), dont Abu Dhabi à elle seule en avait 26 000 (67 000 km²). La capitale était la ville d'Abu Dhabi qui se trouve sur une île au large et a été colonisée pour la première fois en 1761. 

## Contexte
Le nom  « État de la Trêve » est né des traités conclus avec la Grande-Bretagne en 1820 qui garantissaient une condition de trêve dans la région et la suppression de la piraterie et de l'esclavage. Le traité a expiré le 31 décembre 1966. La décision de former les EAU a été prise le 18 juillet 1971 et la fédération a été fondée le 1er août 1972, bien que les timbres postaux inauguraux des EAU n'aient été émis qu’à partir du 1er janvier 1973. 

## Services postaux
En décembre 1960, des timbres postaux des Agences postales britanniques d'Arabie orientale ont été fournis aux ouvriers du bâtiment de l'île de Das, mais le service postal était administré par le bureau d'agence de Bahreïn. Le courrier portait également le cachet de la poste de Bahreïn, donc rien n'indiquait clairement qu'une lettre venait de l'île de Das. 
Le 30 mars 1963, une agence britannique a été ouverte à Abu Dhabi et a émis les timbres de l'agence après que le cheikh s'est opposé à l'utilisation des timbres définitifs des États de la Trêve. Le courrier en provenance de l'île de Das a continué d'être administré par Bahreïn, mais a maintenant été annulé par un cachet postal d'Abu Dhabi et des États de la Trêve.  

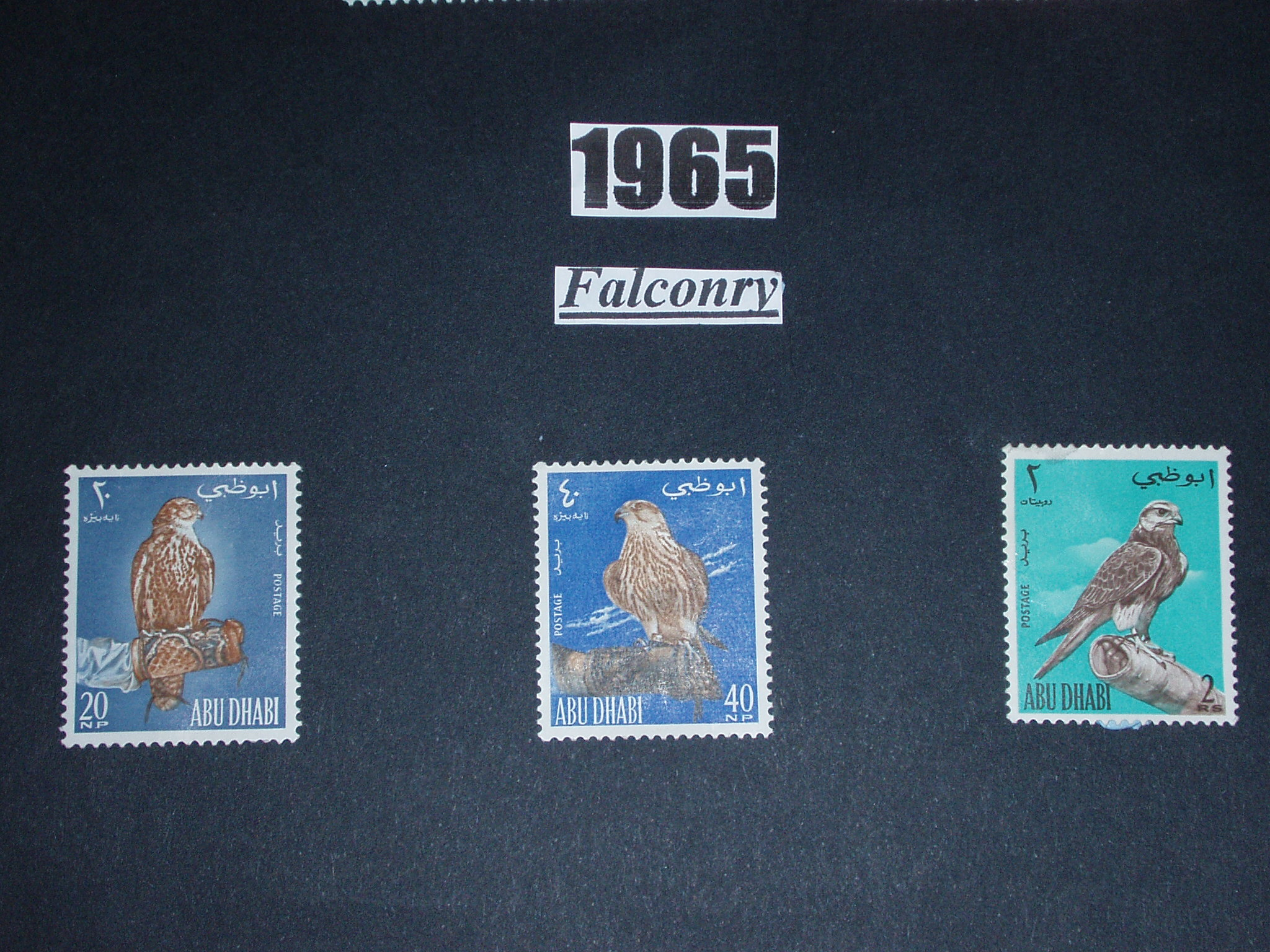
1965 timbres de faucons

Les premiers timbres d'Abu Dhabi étaient une série définitive du 30 mars 1964 représentant le cheikh Shakhbout bin Zayed Al Nahyan. Il y avait onze valeurs sous la monnaie indienne utilisée pour 100 naye paise = 1 roupie. L’étendue de valeurs était de 5 np à 10 roupies. 

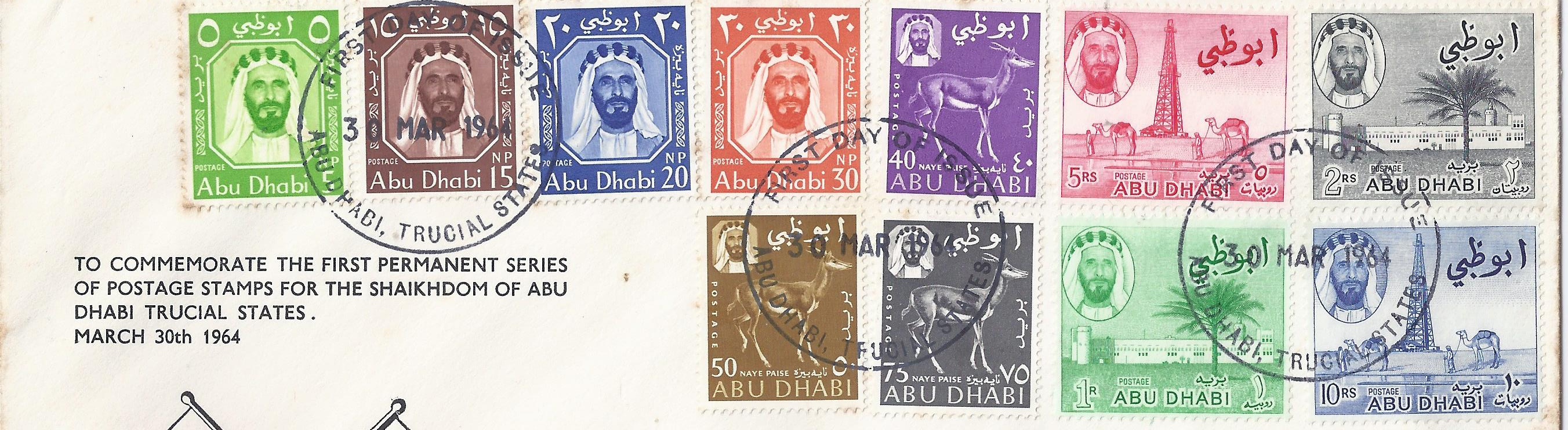
Les premiers timbres d'Abu Dhabi émis en 1964 représentant le souverain de l'époque, Cheikh Shakhbout bin Zayed Al Nahyan

Malgré l'introduction de ces définitifs, les timbres de l'Agence britannique sont restés valables à Abu Dhabi et à l'île de Das jusqu'à la fin de 1966, date à laquelle ils ont été retirés. 
Un bureau de poste a été ouvert sur l'île de Das le 6 janvier 1966, ce qui a mis fin au service de Bahreïn. Le courrier provenant de l'île de Das était désormais traité à Abu Dhabi. 
Lorsque le traité avec la Grande-Bretagne a expiré à la fin de 1966, Abu Dhabi a introduit une nouvelle monnaie de 1000 fils = 1 dinar et a repris sa propre administration postale, y compris le bureau de l'île de Das. Les émissions précédentes étaient sujettes à des surtaxes dans cette devise et des timbres définitifs de remplacement ont été émis représentant le nouveau souverain, Sheikh Zayed bin Sultan Al Nahyan. Les émissions ont continué jusqu'à l'introduction des timbres des EAU en 1973. 
Au total, Abu Dhabi a émis 95 timbres de 1964 à 1972, la série finale étant trois vues du Dôme du Rocher à Jérusalem . 

## Voir également
- Timbres-poste et histoire postale de Sharjah
- Timbres-poste et histoire postale des Émirats arabes unis
- Timbres fiscaux des Émirats arabes unis

## Sources
- Stanley Gibbons Ltd: divers catalogues
- Encyclopédie de l'histoire postale
- Rossiter, Stuart et John Flower. L'atlas des timbres . Londres: Macdonald, 1986.  (ISBN 0-356-10862-7)